# Astaena kuehnelti
Astaena kuehnelti är en skalbaggsart som beskrevs av Frey 1973. Astaena kuehnelti ingår i släktet Astaena och familjen Melolonthidae. Inga underarter finns listade.